# Digital AMPS

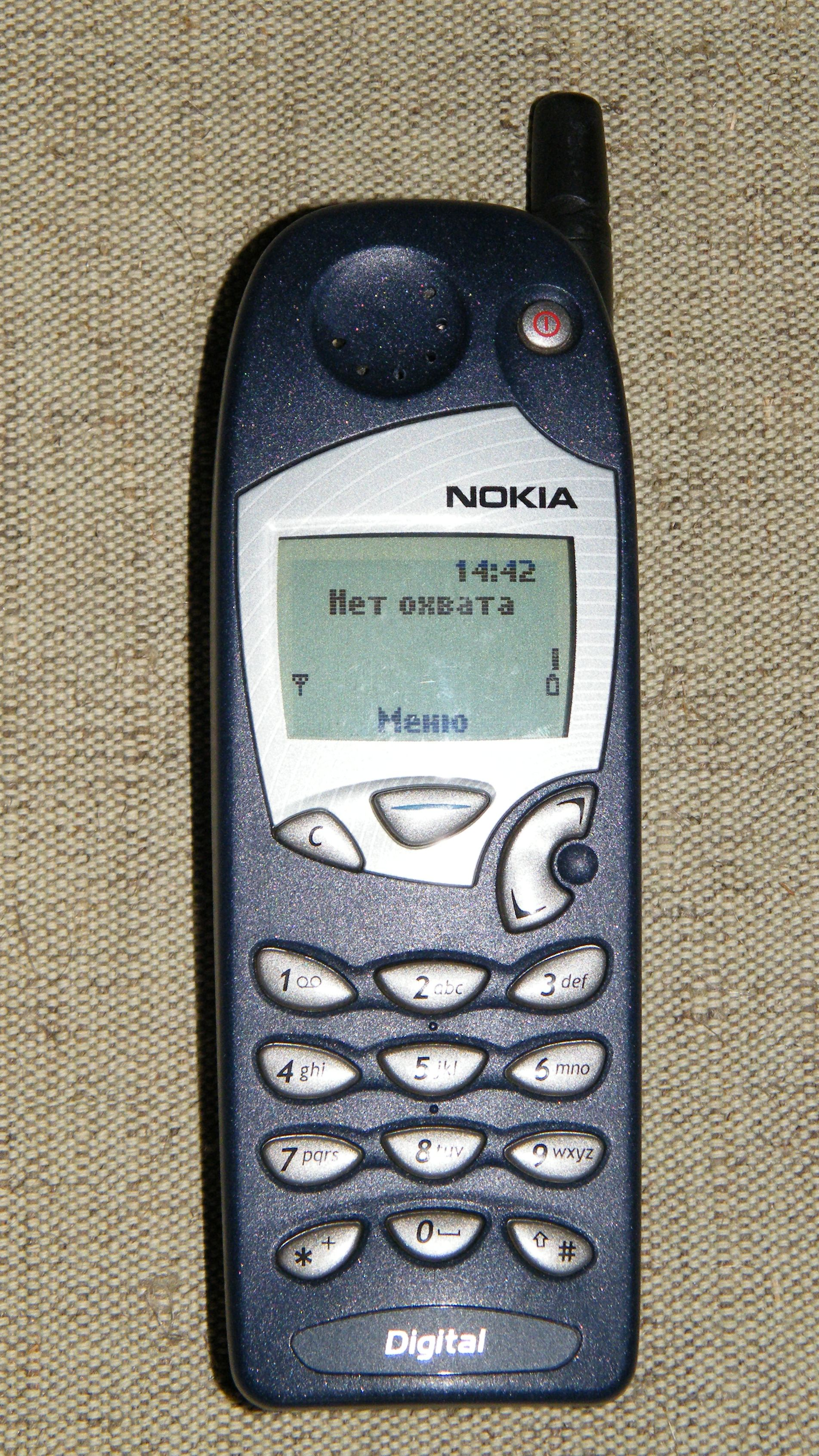
Nokia 5125 DAMPS

IS-54 e IS-136 son sistemas de telefonía móvil de segunda generación (2G), conocidos como Digital AMPS (D-AMPS). Alguna vez fue predominante en América, particularmente en los Estados Unidos y Canadá. D-AMPS está considerado en etapa de desimplementación, y las redes existentes han sido reemplazadas en su mayoría por las tecnologías GSM/GPRS o CDMA2000. 
Aunque este sistema es referido más comúnmente como TDMA, este nombre está basado en el acrónimo en inglés de acceso múltiple por división de tiempo (time division multiple access), una técnica común de acceso múltiple que es usada por múltiples protocolos, incluyendo GSM, así como en IS-54 e IS-136. Sin embargo, D-AMPS ha competido contra GSM y sistemas basados en acceso múltiple por división de código o code division multiple access (CDMA).
D-AMPS usa canales AMPS existentes y permite una transición suave entre sistemas digitales y analógicos en la misma área. La capacidad se incrementó sobre el diseño analógico precedente al dividir cada par de canal de 30kHz en tres ranuras de tiempo y comprimiendo digitalmente los datos de voz, consiguiendo el triple de capacidad de llamadas en la misma célula. Un sistema digital también hace las llamadas más seguras pues los escáneres analógicos no pueden acceder a señales digitales. Se usó el algoritmo de cifrado CMEA, que posteriormente se encontró que era débil  Archivado el 19 de octubre de 2013 en Wayback Machine..
IS-136 agrega algunas características a la especificación original IS-54, incluyendo SMS (Short message service), que son mensajes de texto, datos por conmutación de circuitos, (CSD), y un protocolo de compresión mejorado. Tanto SMS como CSD están disponibles como parte del protocolo GSM, así que IS-136 los implementó de una manera casi idéntica.
Las primeras grandes redes IS-136 incluían AT&T en los Estados Unidos, y Rogers Wireless en Canadá. AT&T y Rogers Wireless ya han cambiado sus redes IS-136 existentes a GSM/GPRS. Rogers Wireless quitó toda la red IS-136 1900 MHz en 2003, e hizo lo mismo con su espectro de 800 MHz, pues el equipo falló. Rogers desactivó su red IS-136 (junto con AMPS) el 31 de mayo de 2007. AT&T pronto hizo lo mismo en febrero de 2008, apagando TDMA y AMPS. 
IS-54 es el primer sistema de comunicaciones móviles que da un mecanismo de seguridad, y es el primero en emplear la tecnología TDMA .

## Historia
La evolución de las comunicaciones móviles se ha dado casi en su totalidad en 3 regiones geográficas diferentes. Los estándares que nacieron en estas regiones fueron más o menos independientes. Esas regiones son Norteamérica, Europa y Japón. Las primeras tecnologías móviles o inalámbricas fueron completamente análogas y son colectivamente conocidas como de Primera Generación (1G). En Japón, los estándares 1G fueron Nippon Telegraph and Telephone (NTT) y su versión de alta capacidad (Hicap). En Europa no había algún estándar en común, y el punto de vista de 'Unión Europea' no apareció sino hasta la Segunda Generación. En Norteamérica los estándares eran AMPS y N-AMPS.
De todos los estándares 1G, el más exitoso fue el sistema AMPS[cita requerida]. Sin importar la cooperación de los países Nórdicos, los esfuerzos de ingeniería Europea estuvieron divididos entre los diferentes estándares, y los estándares Japoneses no crearon mucho interés.

## Especificaciones técnicas
IS-54 emplea el mismo espaciado de canales de 30kHz y las bandas de frecuencia (824-849 y 869-894 MHz) como lo hace AMPS. La capacidad se incrementó sobre el diseño analógico anterior dividiendo cada par de canales de 30 kHz en tres ranuras de tiempo y comprimiendo digitalmente los datos de voz, consiguiendo tres veces la capacidad de llamadas en una misma célula. Un sistema digital también hace las llamadas más seguras porque los escáneres analógicos ya no son capaces de acceder a señales digitales. 
El estándar IS-54 especifica 84 canales de control, 42 de los cuales son compartidos con AMPS. Para mantener la compatibilidad con el sistema de telefonía celular AMPS, los canales de control primarios de subida y de bajada en los sistemas celulares usan las mismas técnicas de señalización y esquema de modulación (FSK binario) que AMPS. Una infraestructura AMPS/IS-54 soporta el uso de teléfonos análogos y digitales.
El método de acceso usado por IS-54 es TDMA, que fue el primer estándar digital de los Estados Unidos en ser desarrollado. Fue adoptado por la Telecommunications Industry Asociation en 1992. TDMA subdivide cada uno de los canales AMPS de 30kHz en 3 canales TDMA full-rate, cada uno capaz de transmitir una sola llamada de voz. Después, cada uno de estos canales full-rate a su vez subdividido en dos canales half-rate, cada uno de los cuales, con la codificación y compresión adecuada, soporta también una llamada de voz. Por lo tanto, TDMA puede proveer de 3 a 6 veces la capacidad de los canales AMPS. TDMA fue inicialmente definido por el estándar IS-54 y está ahora especificado en la serie de especificaciones IS-13x de la EIA/TIA.
La tasa de transmisión de bits del canal de transmisión para modular la portadora es de 48.6 kbits/s. Cada trama tiene seis ranuras de tiempo de 6.67 ms de duración. Cada ranura de tiempo lleva 324 bits de información, de los cuales 260 bits son para los datos de tráfico full-rate a 13 kbit/s. Los otros 64 bits son de encabezado; 28 de estos son para sincronía, y contienen una secuencia de bits específica conocida por todos los receptores para establecer alineación de trama. Al igual que en GSM, la secuencia también actúa como un patrón de entrenamiento para inicializar un ecualizador adaptativo.
El sistema IS-54 tiene secuencias de sincronía diferentes para cada una de las seis ranuras de tiempo que componen la trama, permitiendo a cada receptor sincronizar con su propia ranura preasignada. 12 bits adicionales en cada ranura de tiempo son para información de control del sistema, es decir, SACCH. 
El esquema de modulación para IS-54 es 7C/4 cuaternario diferencial PSK (DQPSDK), también conocido como 7t/4 diferencial 4-PSK o π/4 DQPSK. Esta técnica permite una tasa de transmisión de 48.6 kbit/s con canales de 30 kHz, para dar una eficiencia de ancho de banda de 1.62 bit/s/Hz. Este valor es 20% mejor que GSM. La principal desventaja con este tipo de modulación lineal es la ineficiencia en potencia, que se traduce en portátiles más pesados e, incluso peor, más recargas de batería. 
Las características de seguridad de IS-54 también son de interés pues fue el primer estándar en especificar medidas de seguridad. IS-54 utiliza el algoritmo CAVE para autenticación y CMEA para cifrado.
La siguiente tabla resume las especificaciones técnicas:
| Rango de Frecuencias      | Rx: 869-894 MHz; Tx: 824-849 MHz |
| Método de Acceso Múltiple | TDMA/FDM                         |
| Método Dúplex             | FDD                              |
| Número de Canales         | 832 (3 usuarios por canal)       |
| Ancho de Banda del canal  | 30 kHz                           |
| Modulación                | π/4 DQPSK                        |
| Tasa de bits por Canal    | 48.6 kbit/s                      |
| Eficiencia Espectral      | 1.62 bit/s/Hz                    |
| Ecualizador               | No especificado en el estándar   |
| Interpolación             | Interpolador de 2 ranuras        |

## Procesamiento de llamadas
Los bits de datos de una conversación componen un campo de datos, denominado DATA field. Seis ranuras hacen una trama completa IS-54. un campo de datos en las ranuras 1 y 4, 2 y 5, y 3 y 6 conforman un circuito de voz. DVCC significa código de color de verificación digital, terminología vieja usada para un valor de 8-bits asignado a cada célula. G significa tiempo de guardia, el período entre cada ranura de tiempo. RSVD significa Reservado (casi todas las tecnologías reservan bits). SYNC es la sincronía, un campo de dato crítico en toda multiplexación por división de tiempo.
El codificador de voz utiliza la técnica llamada vector sum excited linear prediction para codificar. Este es un tipo especial de codificación de voz dentro de una clase de codificadores más grande conocida como code-excited linear prediction. La tasa de codificación de la voz es de 7.95 kbits/s, que logra una calidad reconstruida similar a la de los sistemas analógicos AMPS. La señal de 7.95 kbit/s se pasa por un codificador de canal que carga la tasa hasta 13 kbit/s. El nuevo estándar de half-rate reduce la tasa general a 6.5 kbit/s, y debería dar una calidad comparable a la de 13 kbit/s.

### IS-136
Un esfuerzo generalizado se lanzó para mejorar IS-54 que eventualmente agregó un canal extra al diseño híbrdo de IS-54. IS-136 usa TDMA tanto para voz como para el canal de control. El canal de control digital permite una cobertura residencial y en oficinas, un incremento notable en el uso eficiente de transmisiones, ampliando la duración de la batería, incluyó muchas aplicaciones de mensajes, y más aplicaciones de datos. 
Los cambios de IS-136 respecto a IS-54 son la inclusión de SMS, CSD, y un protocolo de compresión mejorado. IS-136 usa una modulación π/4-DQPSK en un canal de 24.3 kbaudios dando una tasa efectiva de 48.6 kbit/s para las seis ranuras de tiempo.